# Шуров, Игорь Виуленович
Игорь Виуленович Шуров (род. 30 сентября 1958, Харьков) — украинский художник, поэт, писатель. Автор семи[уточнить] книг.
Участник многих коллективных художественных выставок. На счету Шурова 8 персональных выставок в Украине и Германии.
Картины хранятся в частных коллекциях Украины, Германии, США, Англии, Италии, Израиля.

## Биография
В 1975 году окончил Винницкую школу № 6.
В 1975—1976 работал слесарем на 45-м экспериментально-механическом заводе.
1976—1978 — служба в армии. Там начал писать стихи и рассказы.
В 1983 году окончил Винницкий педагогический институт (специальность: учитель русского языка и литературы).
Работал преподавателем Винницкого национального медицинского университета, методистом областного киноклуба, издавал газету «Тумба», был редактором (главным редактором) и сценаристом винницких областных и ведущих украинских телеканалов 1+1, ICTV, Интер, СТБ, Новый канал, UA: Первый.

## Творческая деятельность

### Персональные художественные выставки
- Музей-галерея Ивана Кавалеридзе (Киев, вместе с Виктором Рыбачуком)
- Галерея «6 level art-space» (Киев)
- «Слоуны» в галерее Vozdvizhenka Arts House (Киев)
- «Izhoracia» в культурном центре «Галерея XXI» (Винница)

Выставки в Германии:
- Klinik Maria Frieden Telgte
- «Краски радуги» в VHS-Forum (Мюнстер)
- Galerie Vinogradov (Берлин)
- Hermitage.Berlin (Берлин)

### Сценарист и актёр театра
- Команда КВН «Винницкие миллионеры»
- Театр-студия «Гротеск» (спектакль «Праздники наших будней»)
- Театр-студия «Иван Иванович» (спектакль «Играем в Хармса»)
- Парадокс-дуэт «Игорьки» (в соавторстве с Игорем Кацубой)

### Автор сценария художественных фильмов (в соавторстве с Григорием Сиротюком)
- «Седьмой лепесток»
- «Игры в солдатики»
- «Фабрика счастья»

### Редактор и автор сценария телепрограмм (в соавторстве с Григорием Сиротюком)
- «Первый миллион» (2003)
- «Самый умный» (2003—2013)
- «Миллионер — Горячее кресло» (2011)